# قرن الشراب

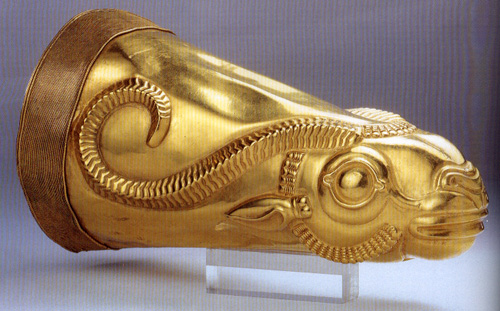
قرن الشراب مصنوع من الذهب

قرن الشراب  هو إناء شبه مخروطي يستخدم للشراب أو لإراقته.
شاع استخدام هذا النوع من الواني للشراب في أوراسيا على العموم منذ القدم، وخاصة منذ العصر البرونزي. كان قرن الشراب يصنع من عدة مواد منها البرونز وكذلك الفلزات النفيسة مثل الذهب والفضة.